# Ежени Бланшар
Ан Ежени Бланшар (фр. Anne Eugénie Blanchard; Сен Бартелеми, 16. фебруар 1896 — Сен Бартелеми, 4. новембар 2010) била је француска суперстогодишњакиња која је према гинисовој књизи рекорда носила титулу најстарије живе особе на свету у периоду од 2. маја до 4. новембра 2010. године.

## Биографија
Ежени Бланшар рођена је у насељу Мерлет, Сен Бартелеми, Француска, 16. фебруара 1896. године.
У мају 1923. године, преселила се на Курасао, где је постала католичка часна сестра на острву и добила име сестра Сирил Коста (енгл. Sister Cyril Costa). Остала је у конгрегацији сестара фрањевки из Розендала на Курасау до августа 1955. године, када се вратила у Сен Бартелеми у 60. години живота. Живела је сама са својом мачком све до 1980. године, када се преселила у болнички старачки дом у 84. години живота.
2. маја 2010. године, након смрти 114-годишње Каме Чинен из Јапана, постала је најстарија жива особа на свету.
Ежени Бланшар преминула је Сен Бартелемију, 4. новембра 2010. године, у доби од 114 година и 261 дан. Била је последња преживела монахиња рођена у 19. веку.